# Aerfer VE.111 "Metropol"
L'Aerfer VE.111 è un modello di autobus realizzato in Italia nei primi anni sessanta su meccanica Fiat.

## Caratteristiche
L'autobus  Aerfer VE-111 Metropol, era costruito a struttura portante interamente in alluminio dalla Casa di Pomigliano d'Arco su telaio Fiat 412, derivato dal contemporaneo  FIAT 410. 
Il motore 412 6 cilindri a sogliola di 11.548 cmc era posto trasversalmente sullo sbalzo posteriore e sviluppava 176 CV per una velocità massima, a pieno carico e in piano, di 50 Km/h. Il cambio era semiautomatico del tipo in uso sui 410. Le sospensioni erano miste a balestra ed il pianale semiribassato a 40 centimetri da terra.
È stato in servizio in molte aziende di trasporto pubblico italiane, come l'ATAC di Roma, l'ATM di Milano, l'ATAF di Firenze